# Haiǁom jezik
Haiǁom jezik (“saan”, “san”; ISO 639-3: hgm), jezik kojsanske porodice kojim govori oko 48 400 ljudi u namibiji (18 400; 2006), Južnoafričkoj Republici, Bocvani i možda Angoli, odakle su se proširili po drugim državama.
Ima više dijalekata: kedi (kedde, keddi), chwagga i hainǁum (heiǁom, heikom, heikum, heikom bushman). U upotrebi su i afrikaans [afr], engleski [eng], nama [naq] ili kwangali [kwn].

## Vanjske poveznice
- Ethnologue (14th)
- Ethnologue (15th)